# Клочков Владислав Вікторович
Владислав Вікторович Клочков (нар. 18 червня 1977, смт. Ширяєве, Одеської області, Україна) — український військовий, науковець, генерал-майор.
Після звільнення з лав Збройних Сил України за скороченням штатів згідно рішення головнокомандувача ЗСУ генерала Олександра Сирського  розпочав науково викладацьку діяльність в American University 

Начальник Головного управління морально-психологічного забезпечення Збройних Сил України (2021—2024), заступник командувача оперативного командування «Схід» (2019—2021), командир 93-ї окремої механізованої бригади (2015—2019).

## Життєпис
1998 року закінчив Одеський інститут Сухопутних військ.
Службу розпочинав у 561-му механізованому полку на Луганщині на посадах командира механізованого взводу, механізованої роти, начальника штабу-першого заступника командира механізованого батальйону.
Згодом служив в 28-й окремій механізованій бригаді на посаді командира механізованого батальйону.
Навчався в Національному університеті оборони України імені Івана Черняховського, де в 2012 році здобув освіту оперативно-тактичного рівня, після чого був призначений у відділення бойової підготовки армійського корпусу.
Здобув цивільну освіту в Національній академії державного управління при Президентові України за спеціальністю «керівник проектів і програм» в 2011 році, та пройшов курс військового перекладу з арабської мови при військовому інституті НУ імені Тараса Шевченко.
В 2019 році здобув стратегічний рівень освіти при Національному університеті оборони України.
Має науковий ступінь доктора філософії.
Є автором і співавтором багатьох публікацій за напрямком морально психологічного забезпечення Збройних Сил України.
З 2013 року — начальник штабу 92-ї окремої механізованої бригади.
З 2015 року — командир 93 механізованої бригади «Холодний Яр».
З 2019 року — заступник командувача оперативного командування «Схід».
З 2021 до 2024 року — начальник Головного управління морально-психологічного забезпечення ЗСУ.
Останній керівник спільних міжнародних навчань «Швидкий тризуб».
Після звільнення з лав Збройних Сил України за скороченням штатів згідно рішення головнокомандувача ЗСУ генерала Олександра Сирського почав почав науково педагогічну діяльність в American University
Одружений. Виховує двох доньок.

### Російсько-українська війна
Квітень 2014 — вересень 2014 — прикриття державного кордону на випадок агресії з боку Російської Федерації на напрямку Білгород — Харків.[джерело?]
Вересень 2014 — виконання бойових завдань на території Луганської області в районі Трьохізбенки, Щастя та Станиці Луганська.[джерело?]
10 квітня 2015 року був призначений командиром 93-ї окремої механізованої бригади.
3 червня 2015 року підрозділи російських окупаційних корпусів готувалися завдати потужного удару по позиціям Збройних сил України, прорвавши оборону в районі Мар'їнки та Авдіївки. 93-тя бригада утримувала позиції північніше Мар'їнки. В районі Спартака і Путилівської розв'язки засоби 93-ї бригади фіксували формування ударних колон під командуванням бойовика Гіві, який очікував сигналу на висування в район Авдіївки після того як інша ударна група окупаційних військ досягне успіху в Мар'їнці. Клочков, за своїми словами, не дочекався дозволу від командування зверху, і скомандував завдати артилерійський удар по скупченню противника в районі Спартака. Ударом реактивної та ствольної артилерії угрупування було розбите. Після тієї поразки бойовики втратили ініціативу та інтерес до наступальних дій.
З лютого 2019 року приступив до роботи на посаді заступника командувача оперативного командування «Схід» Сухопутних військ Збройних Сил України.[джерело?] 11 лютого 2019 року на офіційній Фейсбук-сторінці бригади була опублікована подяка Клочкова бійцям 93-ї бригади за спільну службу.
5 грудня 2020 року указом Президента України присвоєно звання бригадного генерала.
6 грудня 2021 року указом президента України присвоєно звання генерала-майора.

## Нагороди та відзнаки
- Орден Богдана Хмельницького ІІІ ступеня (27 лютого 2017)[5]
- Медаль «Захиснику Вітчизни»
- Відзнака Президента України «За участь в антитерористичній операції»
- Нагрудний знак «Знак пошани» (МОУ)
- Нагрудний знак «За військову доблесть» (МОУ)
- Нагрудний знак «За зміцнення обороноздатності» (МОУ)
- Почесний нагрудний знак начальника Генерального штабу — Головнокомандувача Збройних Сил України «Слава і честь»
- Почесний нагрудний знак Начальника Генерального штабу «За доблесну військову службу Батьківщині»
- Почесний нагрудний знак начальника Генерального штабу — Головнокомандувача Збройних Сил України «За досягнення у військовій службі» І ступеня
- Почесний нагрудний знак начальника Генерального штабу — Головнокомандувача Збройних Сил України «За досягнення у військовій службі» ІІ ступеня
- Нагрудний знак «За доблесть» (СБУ)
- Медаль «За сприяння воєнній розвідці України» II ступеня

## Інші оцінки діяльності
- За виконання бойових завдань з захисту територіальної цілісності та державного суверенітету України Слідчий комітет Російської Федерації порушив проти полковника Владислава Клочкова кілька кримінальних справ.[джерело?]
- За виконання бойових завдань з захисту територіальної цілісності та державного суверенітету України Слідче управління Генеральної прокуратури самопроголошеної терористичної «Донецької Народної Республіки» порушило проти полковника Владислава Клочкова кілька кримінальних справ.[джерело?]
- Російське видання «Военное обозрение» назвало Клочкова переконаним націоналістом та воєнним злочинцем: «Серед жителів ДНР і ЛНР Клочков відомий як переконаний націоналіст і воєнний злочинець, який неодноразово віддавав накази на артилерійський вогонь по житлових кварталах Донецька, Первомайському, Спартаку, Ясинуватої, Докучаєвськ, Комінтерновому і ін. В результаті артобстрілів зруйновано понад 70 житлових будинків, загинуло понад 50 жителів. Але самого Клочкова не бентежить, що в народі бійців його бригади охрестили карателями. Адже він виконує свій військовий обов'язок, а значить, як він висловився в одному зі своїх останніх інтерв'ю, совість його „чиста“, а „правда“ залишається за ним».[6]